# Nyizsnyaja Omka-i járás

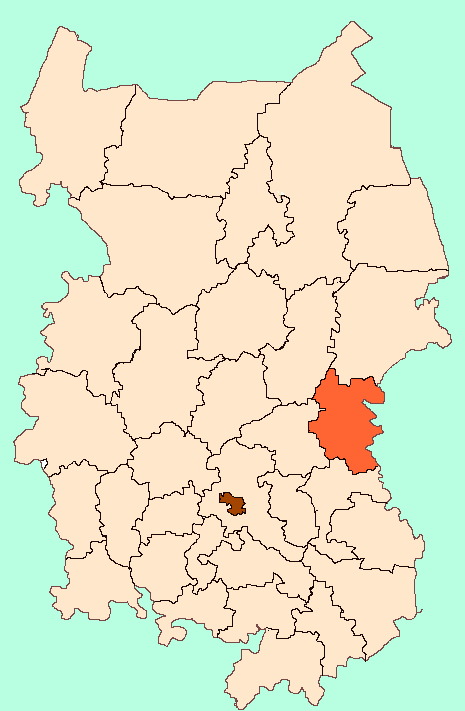
A Nyizsnyaja Omka-i járás az Omszki területen

A Nyizsnyaja Omka-i járás (oroszul Нижнеомский район) Oroszország egyik járása az Omszki területen. Székhelye Nyizsnyaja Omka.

## Népesség
- 1989-ben 21 779 lakosa volt.
- 2002-ben 19 766 lakosa volt.
- 2010-ben 15 826 lakosa volt, melynek 92,1%-a orosz, 2,2%-a német, 1,3%-a ukrán, 1%-a kazah, 0,5%-a tatár.